# Prisoner
Prisoner, también conocida como Prisoner: Cell Block H, es una drama australiano, que se transmitió del 27 de febrero de 1979 hasta el 11 de diciembre de 1986 por medio de la cadena Network Ten. 
 
La serie fue creada por Reg Watson y contó con la participación de actores como Shane Bourne, Steve Bastoni, entre otros...

## Historia
La serie siguió en detalle la manera en que las mujeres eran tratadas luego de ser encarceladas, el proceso de separación de sus familias y cuando algunas eran liberadas cómo regresaban de nuevo a los crímenes. También siguió la vida de los oficiales de la correccional dentro y fuera del centro de detención de Wentworth. 
Los temas tocados en la serie fueron desde el feminismo, las relaciones interpersonales entre las prisioneras, la lucha por el poder, las amistades, rivalidades, la homosexualidad hasta la reforma social. Dentro de la correccional Bea Smith se convirtió en una figura materna para varias reclusas.

## Premios y nominaciones
La serie ganó 10 premios Logie.
| Año  | Categoría                           | Premio             | Nominada (o)    | Resultado |
| ---- | ----------------------------------- | ------------------ | --------------- | --------- |
| 1985 | Most Popular Show                   | Logie Award        | Prisoner        | Ganó      |
| 1983 | Best Supporting Actress in a Series | Logie Award        | Sheila Florance | Ganó      |
| 1983 | Best Lead Actress in a Series       | Silver Logie Award | Val Lehman      | Ganó      |
| 1982 | Best Lead Actress in a Series       | Logie Award        | Val Lehman      | Ganó      |
| 1982 | Most Popular Actress                | Silver Logie Award | Val Lehman      | Ganó      |
| 1981 | Best Lead Actress in a Series       | Logie Award        | Sheila Florance | Ganó      |
| 1981 | Most Popular Show                   | Logie Award        | Prisoner        | Ganó      |
| 1981 | Most Popular Drama Series           | Logie Award        | Prisoner        | Ganó      |
| 1980 | Best Lead Actress in a Series       | Logie Award        | Carol Burns     | Ganó      |
| 1980 | Best New Drama Series               | Logie Award        | Prisoner        | Ganó      |

## Locaciones[2]
- Wentworth: es la correccional donde llevan a las prisioneras por sus delitos.

## Producción
La serie fue creada por Reg Watson, quien anteriormente había producido la serie británica Crossroads (1964 - 1973), y las populares series australianas The Young Doctors, Sons and Daughters y Neighbours. Al principio Prisoner iba a estar conformada por dieciséis episodios, las historias se concentrarían principalmente en la vida de los prisioneros y en menor medida en la de los oficiales y funcionarios de la correccional. Después del buen recibimiento de la serie tras su estreno la serie se convirtió en una telenovela y las series se desarrollaron más, se agregaron nuevos tramas y personajes los cuales fueron introducidos progresivamente.
Cuando la serie se estrenó en enero de 1979 la prensa usó el lema «Si crees que la prisión es un infierno para un hombre imagina lo que es para una mujer».
La serie fue distribuida por Fremantle Media en unión con la compañía de producción Reg Grundy Organisation.

### Tema Musical
La canción fue "On the Inside" fue escrita por Allan Caswell e interpretada por Lynne Hamilton. La canción se hizo popular en Australia con el estreno de la serie en 1979, alcanzó la posición tres en los sencillos charts del Reino Unido en 1989.

### Emisión en otros países
Además de transmitirse en Australia la serie se transmitió en otros países.
| País        | Título                 | Cadenas | Fecha de Inicio | Fecha de Finalización |
| ----------- | ---------------------- | ------- | --------------- | --------------------- |
| Canadá      | Prisoner: Cell Block H | -       | -               | -                     |
| Reino Unido | Caged Womwn            | -       | -               | -                     |
| Suecia      | Kvinnofängelset        | -       | -               | -                     |